# 智珠寺
智珠寺是位于中国北京市东城区嵩祝院23号的一座藏传佛教格鲁派寺院。
嵩祝寺东为法渊寺，西为智珠寺，形成了一组较大规模的佛教寺院群。

## 历史

### 沿革
智珠寺建于清朝乾隆年间。《乾隆京城全图》中嵩祝寺西侧的建筑格局较凌乱，尚不存在具备一定规模的多重合院建筑群，可见智珠寺当时尚未建造。最早提到智珠寺的文献为乾隆三十九年的《钦定日下旧闻考》 。由此可初步判断，智珠寺建于《乾隆京城全图》完成后到乾隆三十九年之间。有学者对《乾隆京城全图》的完成时间进行过考证，认为该图自乾隆十四年、十五年起陆续绘制，当于乾隆二十六年前全部完成。因此，智珠寺的建造年代极可能是乾隆二十六年（1761年）至乾隆三十九年（1774年）间，具体建造年代尚待考证。

### 寺址

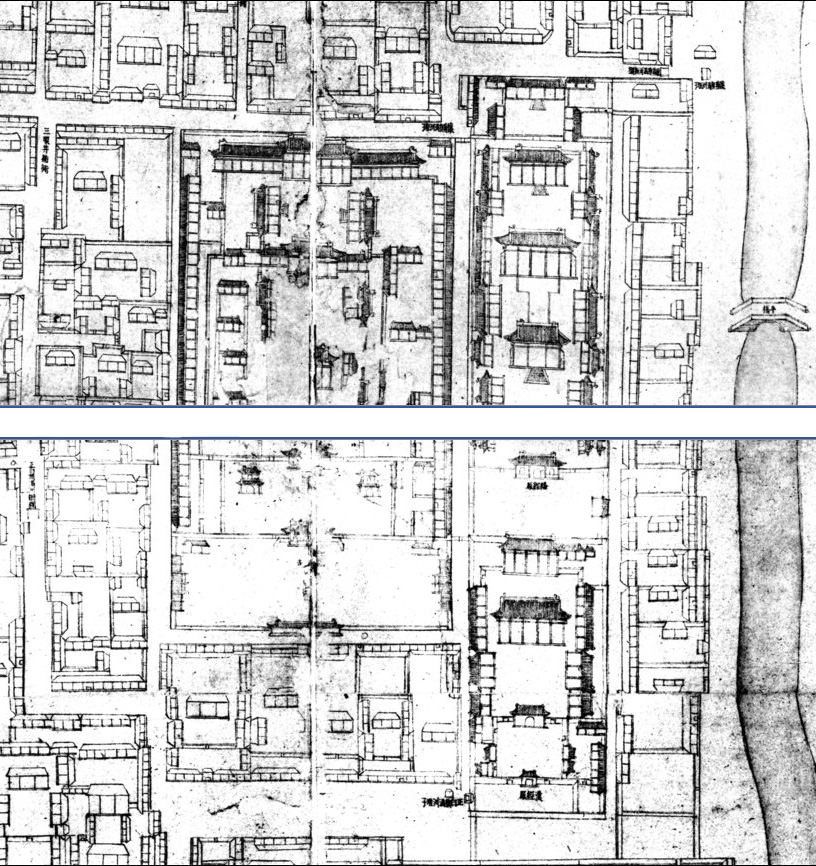
《乾隆京城全图》中的嵩祝寺、番经厂、汉经厂。图中部的大型建筑群为嵩祝寺。嵩祝寺的东边为番经厂。番经厂南侧为汉经厂。嵩祝寺西侧的今智珠寺寺址处，当时尚为一片民居。

清朝书籍多将嵩祝寺、法渊寺、智珠寺称作建于番经厂、汉经厂旧址之上，实不确。比如《日下旧闻考》卷二十九记载：“法渊寺在嵩祝寺东，智珠寺在嵩祝寺西”，“明番经厂、汉经厂今为嵩祝、法渊三寺”。《京师坊巷志稿》卷三记载：“嵩祝寺东有法渊寺，西有智珠寺。又东为三厂遗址；明置番、汉经厂，道经厂于此”。《宸恒识略》载，“嵩祝寺在三眼井之东，有御书额，为章嘉呼图克图焚修之所。法渊寺在嵩祝寺东，有铜鼎一，高六尺有咫，有御制碑文。智珠寺在嵩祝寺西，有御书书额。考按：嵩祝寺东廊下有铜钟一，铸‘番经厂’字；西廊下有铜云板一，铸‘汉经厂’字；法渊寺有明张居正撰《番经厂碑》。据此，则三寺为明番、汉经厂。”实际上，嵩祝寺、法渊寺、智珠寺中，仅有法渊寺是由番经厂更名而来，其余两寺均未建于番经厂、汉经厂旧址上。

### 破坏

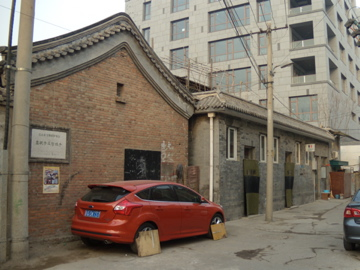
智珠寺山门东侧的建筑，为红砖房。图中可见其南侧山墙上嵌有北京市文物保护单位“嵩祝寺及智珠寺”的牌子。

1950年代，嵩祝寺及智珠寺、法渊寺停止宗教活动。1950年代末，智珠寺先被北京金漆镶嵌厂占用，后被自行车飞轮厂、景山装订厂占用。自行车飞轮厂占用部分，后改由景山医疗器械厂占用。1960年代，智珠寺正殿曾发生大火。幸而扑救及时，正殿得以保存，但整个殿宇被熏黑。

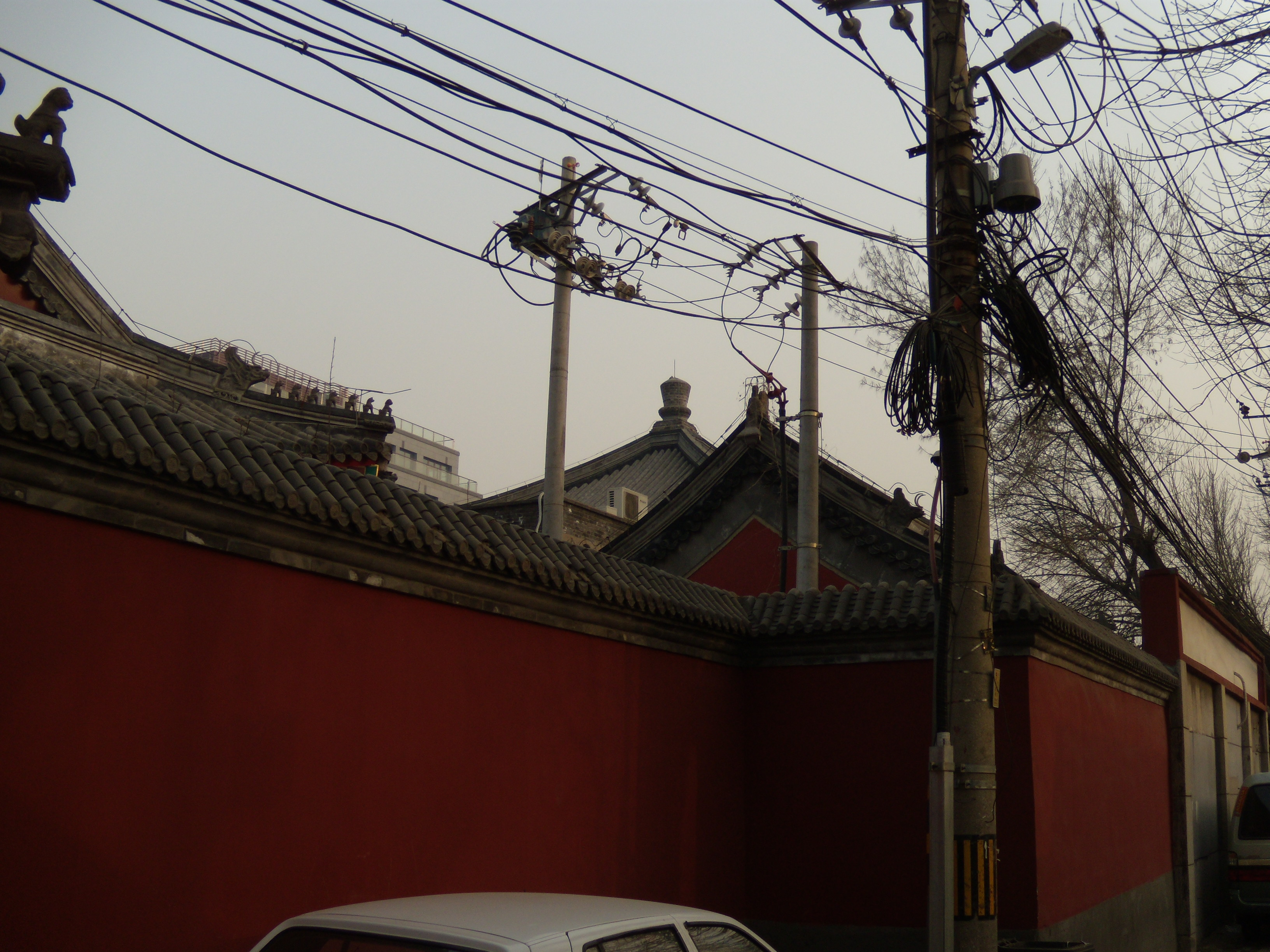
左为智珠寺后殿（净身殿），中间露出的灰色砖宝顶为正殿，右为智珠寺后殿（净身殿）的西配殿。

1950年代末，嵩祝寺被北京市盲人橡胶厂占用为厂房。1970年代，无线电九厂、无线电十一厂合并，自崇文门外迁至嵩祝寺，将北京市盲人橡胶厂替换走，成立了北京东风电视机厂，该电视机厂将嵩祝寺的天王殿、钟鼓楼，法渊寺的全部建筑拆除，嵩祝寺的天王殿、钟鼓楼原址建成了生产车间，法渊寺原址建成了组装车间。后来，该电视机厂还占用了智珠寺的前殿及西配殿。1991年，北京东风电视机厂同牡丹集团合并，厂区迁至海淀区塔院，嵩祝寺、法渊寺、智珠寺的部分旧址及部分建筑被牡丹集团的下属单位“北京牡丹四星音像有限公司”占用，其间牡丹集团企图在原嵩祝寺山门、影壁的旧址上开发“牡丹园公寓”但未成功，该地产变成高层烂尾楼，致使嵩祝寺的现存建筑长期处于阴影之下。
自1950年代至1960年代起，嵩祝寺及智珠寺一直被各种企业和单位占用，到2000年代末，牡丹技贸发展公司、北京大地科技实业有限公司（牡丹园公寓）、北京文体百货工业联合公司、北京市装潢设计研究所等单位管理使用这些文物建筑。其间，1980年代，为落实宗教政策，国家将嵩祝寺及智珠寺的建筑产权落实给北京市佛教协会。但是，由于上述管理使用的各单位未迁出寺院，故由上述单位通过租用的形式管理使用嵩祝寺及智珠寺建筑，北京市佛教协会收取租金并和上述单位共同管理嵩祝寺及智珠寺建筑，但无法使用两寺。
1984年5月24日，嵩祝寺及智珠寺被公布为北京市文物保护单位。1995年4月，林达集团董事长李晓林在北京为修缮嵩祝寺捐款550多万元人民币，北京市文物局为此特制和李晓林身高等高的功德钟一座，该钟被安置在嵩祝寺内的功德亭中，由全国政协副主席万国权题写了该亭的匾额。1995年，嵩祝寺获得修缮，共修复殿堂21座，此次修缮任务由北京市房修二公司承担，修缮期间于1996年6月还在寺内发现清朝中期的绝版古建筑彩画，色彩仍然鲜艳。

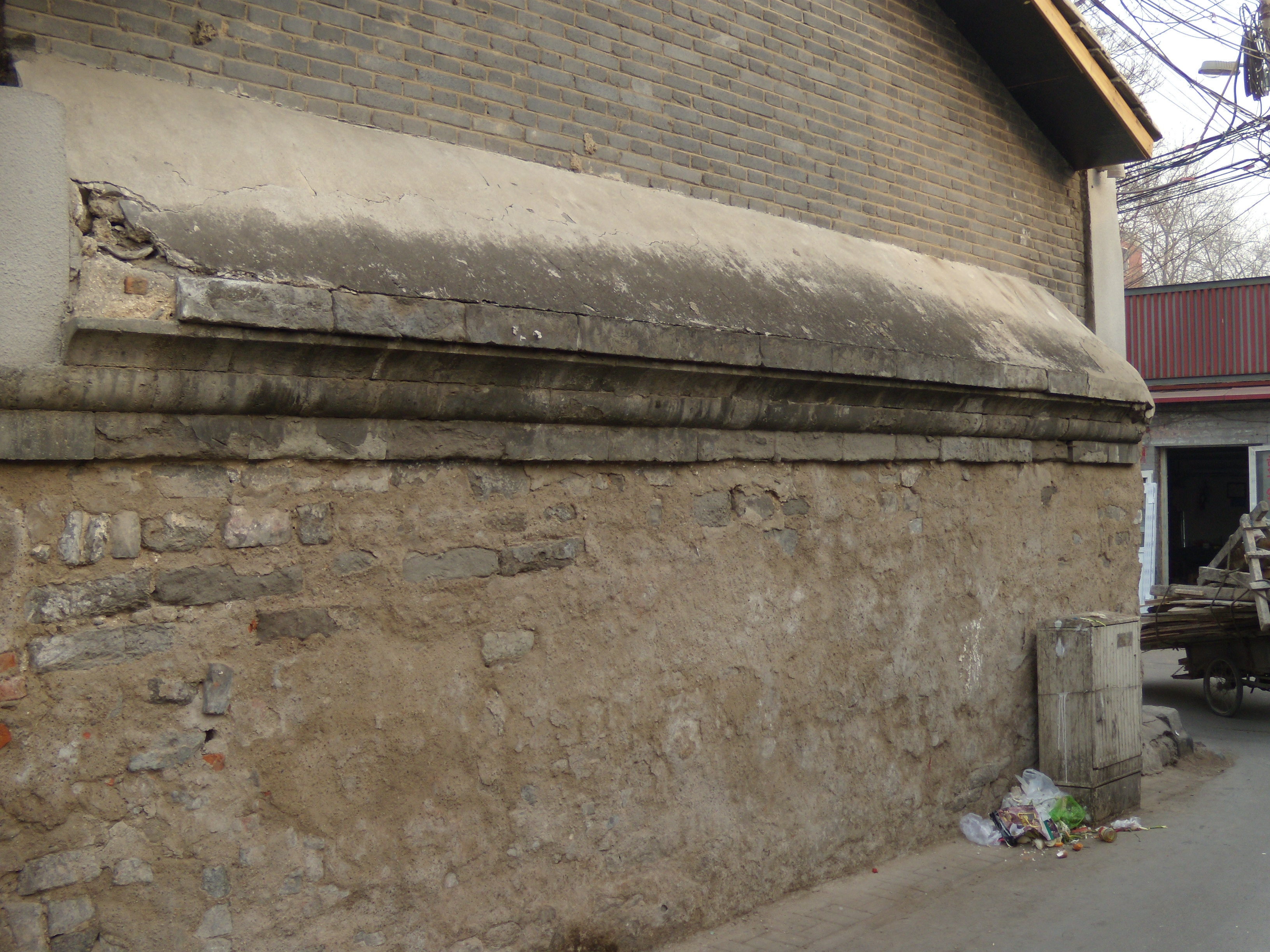
原来智珠寺山门前院落的西院墙南段，位于原来智珠寺影壁的西侧，南北走向。现在位于嵩祝院西巷南端的拐弯处。

智珠寺则未能修复。由于上述使用单位将文物建筑作为生产车间、库房使用，古建筑损毁严重，且年久失修，搭建的非文物建筑很多，安全隐患极大。2005年，北京市文物局对产权单位北京市佛教协会以及各使用单位发出了安全隐患整改通知书，责令整改。随后数年，北京市文物局邀请人大代表、政协委员视察，并利用媒体曝光，督促产权单位和使用单位尽快整改。此后，使用单位分别同产权单位北京市佛教协会达成协议，由产权单位和使用单位共同引入社会资金对古建筑进行修缮，修缮后由出资人进行使用。2007年起，东景缘开始对智珠寺进行大规模修缮，到2012年，智珠寺的文物建筑大部分均获修缮。

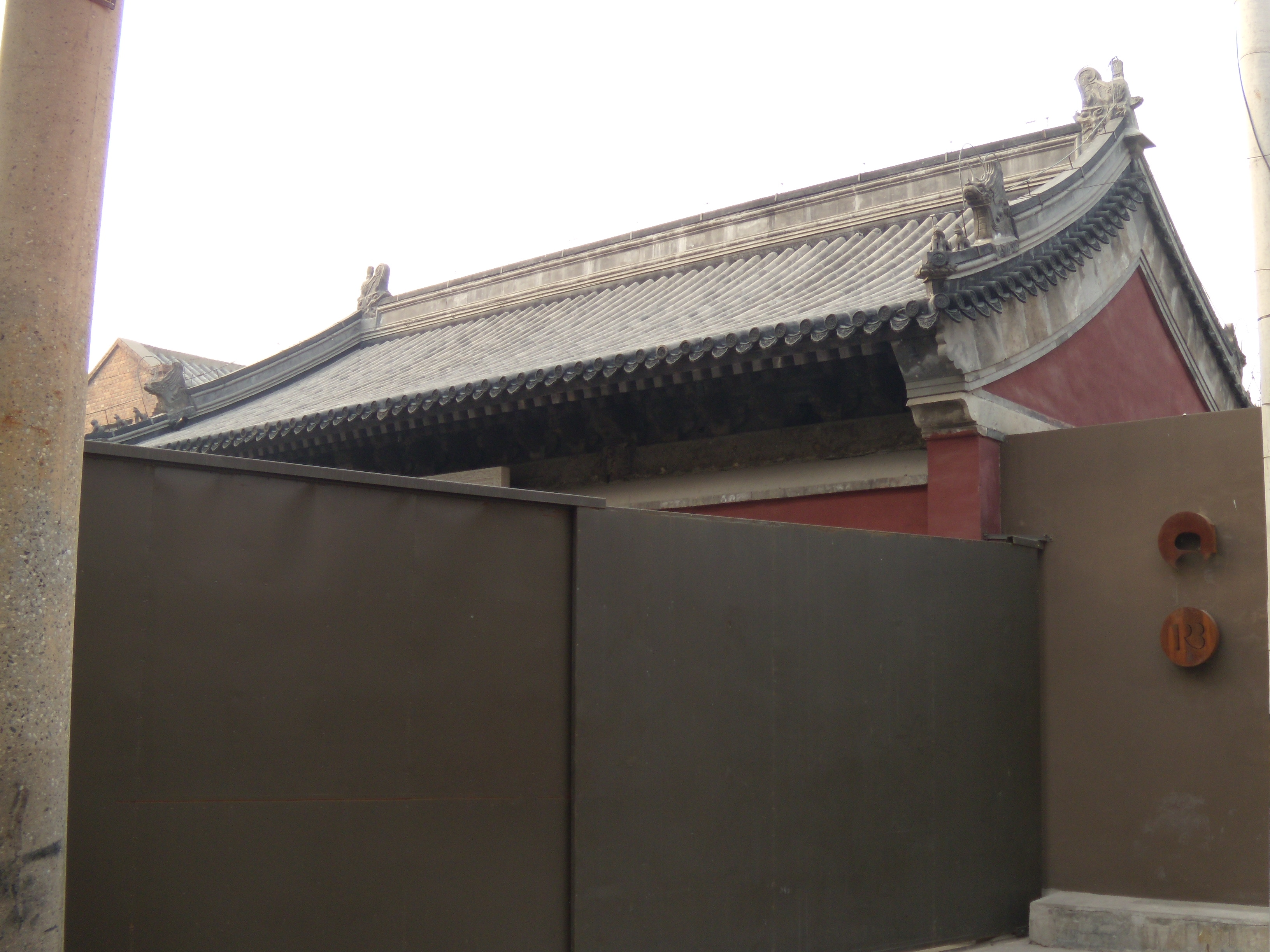
智珠寺山门，2013年初新修了铁门进行遮挡

嵩祝寺及智珠寺文物建筑部分范围内有两个单位用作餐饮场所，其中嵩祝寺内开设的是“和玺江－嵩祝六号”，智珠寺内开设的是TRB（Temple Restaurant Beijing）。高级会所“嵩祝名院”设在嵩祝寺西跨院内，开设于2009年，2011年易主，门牌号为嵩祝院北巷4号，“和玺江－嵩祝六号”（门牌号为嵩祝院北巷6号）为其餐饮机构，主要经营粤菜。高级会所“东景缘”（东景缘官方网站）设在智珠寺内，此处集餐饮、会议、展览、住宿于一体，TRB即东景缘的餐饮机构。2009年7月2日，演员刘烨同女友安娜的订婚宴就在东景缘占用的智珠寺内举办。嵩祝寺及智珠寺被用作高级会所的新闻于2013年1月曝出后，受到舆论关注。
2013年12月，中央纪委、中央党的群众路线教育实践活动领导小组《关于在党的群众路线教育实践活动中严肃整治“会所中的歪风”的通知》（群组发〔2013〕31号）下发后，国家宗教事务局随即在2013年12月对宗教领域开展“会所中的歪风”专项排查调研，发现嵩祝寺、智珠寺被出租开设高档餐饮。2014年1月13日，国家宗教事务局领导率队到嵩祝寺、智珠寺查看，听取北京市宗教事务局汇报，明确要求北京市宗教事务局严格依照中央的有关规定推动整改，制定整改方案，杜绝将宗教房产出租开设高档餐饮的情况。
2014年11月1日，中华人民共和国住房和城乡建设部等十部委出台《关于严禁在历史建筑、公园等公共资源中设立私人会所的暂行规定》。但2014年12月14日新华社报道称，记者调查发现，该规定出台后，嵩祝寺及智珠寺内的私人会所暨高档餐饮仍在经营。此后，2014年12月，北京市宗教事务局表示正对此调查，国家宗教事务局称将督促北京市宗教事务局尽快协调推动解决嵩祝寺及智珠寺的遗留问题。
媒体曝光上述情况后，北京市组成由北京市纪委、北京市工商局、北京市地税局、北京市财政局、东城区纪委等部门参加的专案组，连夜赴嵩祝寺、智珠寺调查取证。“经查，两寺庙院内设私人会所，未经审批，无照经营；政府有关部门履职不到位，存在失察失管，问题比较严重，属顶风违纪性质。”2015年1月，北京市已责成有关部门对嵩祝寺、智珠寺内设私人会所停业整顿，待查清违纪事实后，将对有关部门及责任人严肃处理。
截至2024年12月，智珠寺院内免费对公众开放。

## 建筑

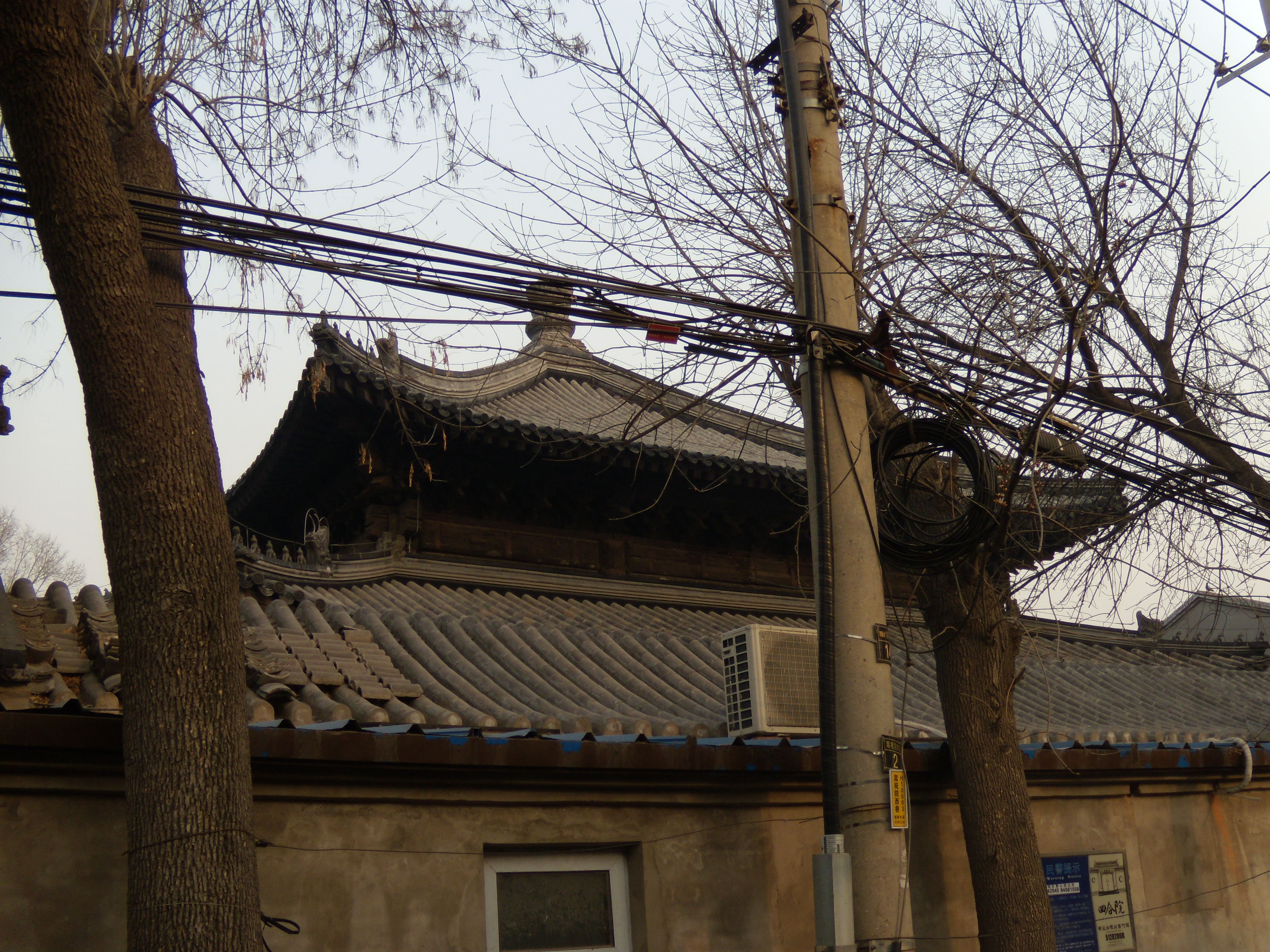
智珠寺正殿

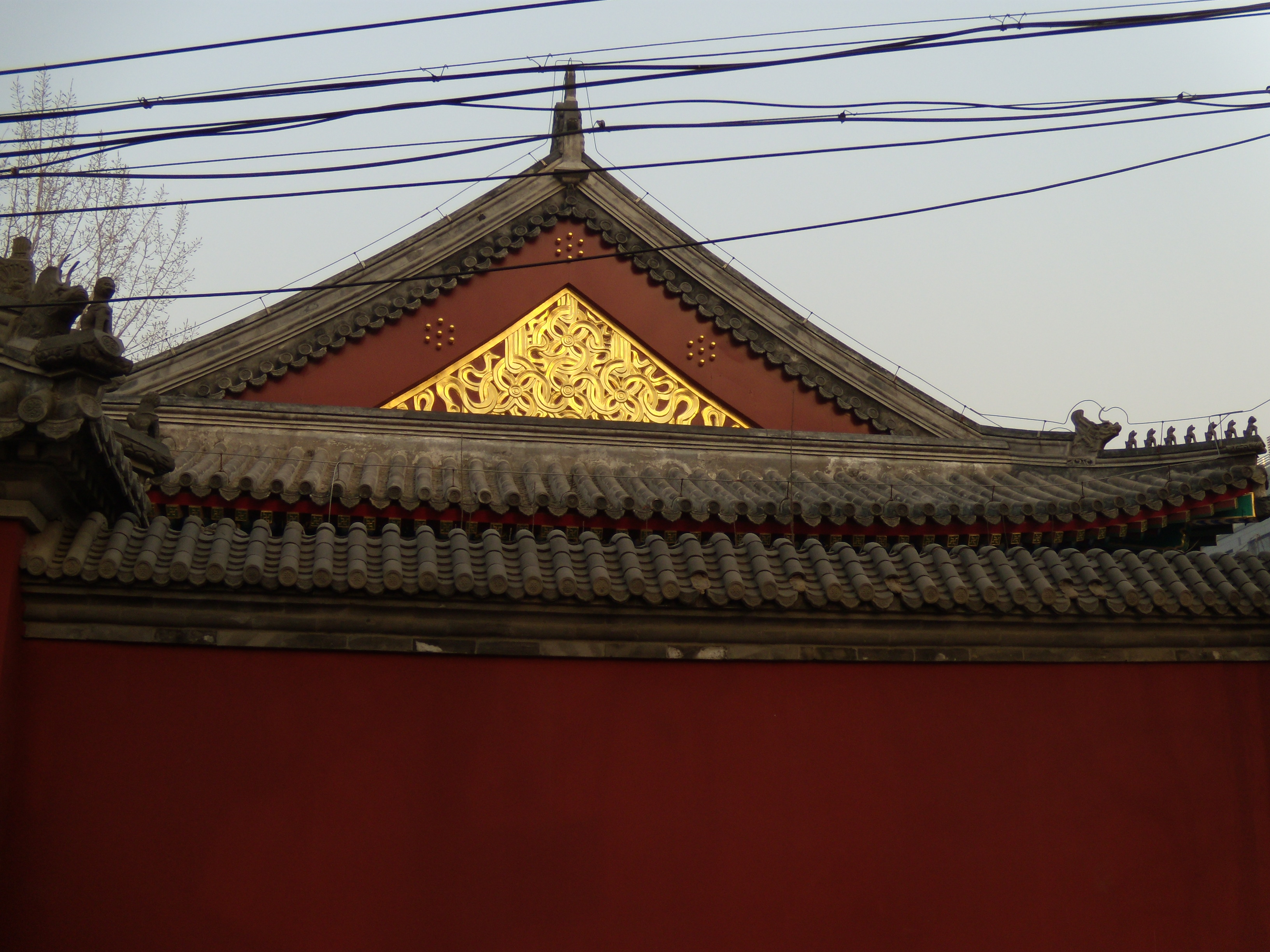
智珠寺后殿（净身殿）

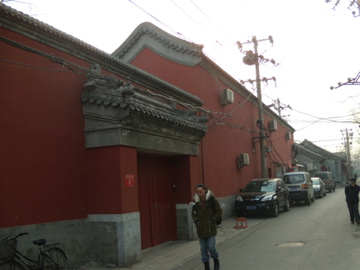
智珠寺最北端的新建二层建筑。其旁东侧的门楼为嵩祝院北巷6号

智珠寺位于嵩祝寺以西，坐北朝南。自南向北的主要建筑有：
- 石牌楼：位于智珠寺西墙的南端水平线上，东西向，为单间石牌楼。已拆毁。
- 影壁：位于山门殿以南。已拆毁。
- 山门殿：面阔三间，大式硬山筒瓦大脊，门楣上石额曰“敕建智珠寺”。
- 天王殿：位于山门殿以北。面阔三间，进深五檩。大式硬山顶，筒瓦大脊，带吻兽、垂兽，额枋饰以旋子彩画，三踩单昂斗栱，内为彻上明造，天王殿两侧有红围墙。殿额“宝纲光音”。有对联:“香云遍覆真如界，皓月长明自在天”，乃乾隆帝御笔。
  - 钟楼、鼓楼：位于天王殿前东西两侧。二层，歇山顶，角梁悬铃。
- 正殿：位于天王殿以北。面阔三间，进深三间，平面呈四方型，四周带廊，重檐攒尖顶，上为砖宝顶。五踩单昂斗栱，角梁悬铃，下檐柱带雀替，三踩单昂斗栱，旋子彩画。
- 后殿（净身殿）：位于正殿以北。面阔五间，大式歇山筒瓦调大脊，旋子彩画，五踩单昂单翘斗栱，角梁悬铃，内为井口天花。额曰“现清净身”（故此殿又称净身殿），对联为:“金粟神光照妙应，香林净域证虚明”，也是乾隆帝御笔。
- 最后殿：位于净身殿以北。面阔五间。大式硬山筒瓦大脊，带吻兽、垂兽，旋子彩画，带雀替，无斗栱[11][24]。